# Eugène Ruffy
Eugène Ruffy ( 2 de Agosto de 1854 - 25 de Outubro de 1919) foi um político da Suíça.
Ele foi eleito para o Conselho Federal suíço em 14 de Dezembro de 1893 e terminou o mandato a 31 de Outubro de 1899.
Eugène Ruffy foi Presidente da Confederação suíça em 1898.